# Historia del Valle del Cauca

Ubicación del departamento del Valle del Cauca en Colombia.

Historia del departamento colombiano del Valle del Cauca.

## Prehistoria

### Sociedades cazadoras-recolectoras

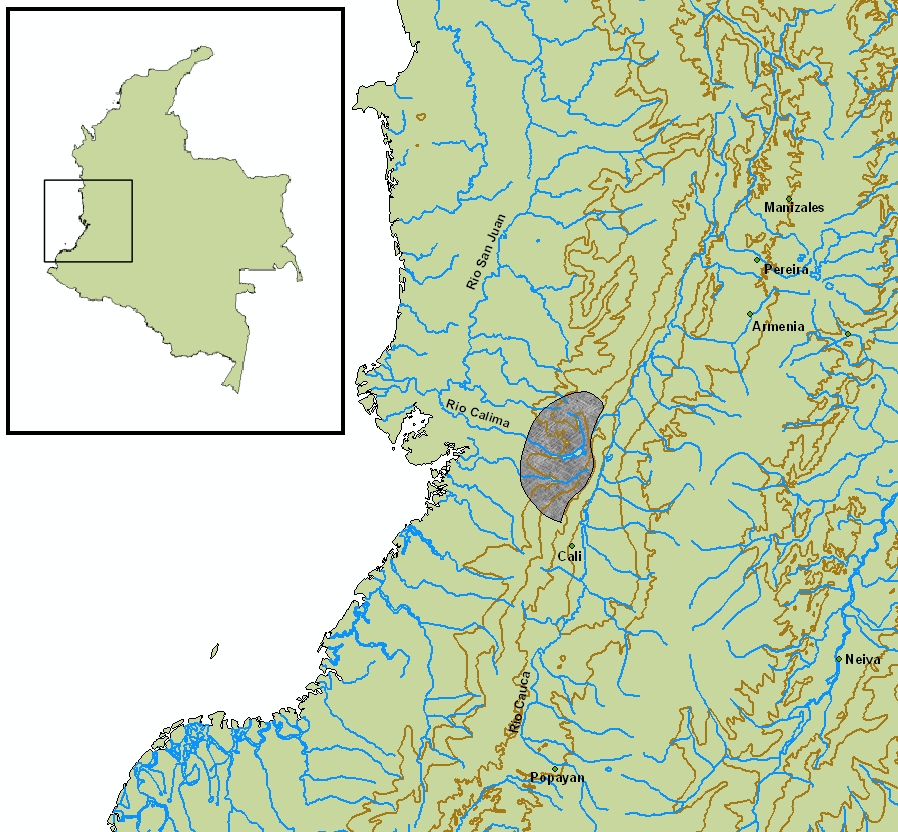
Ubicación geográfica Cultura Ilama (1500 a. C.-0)

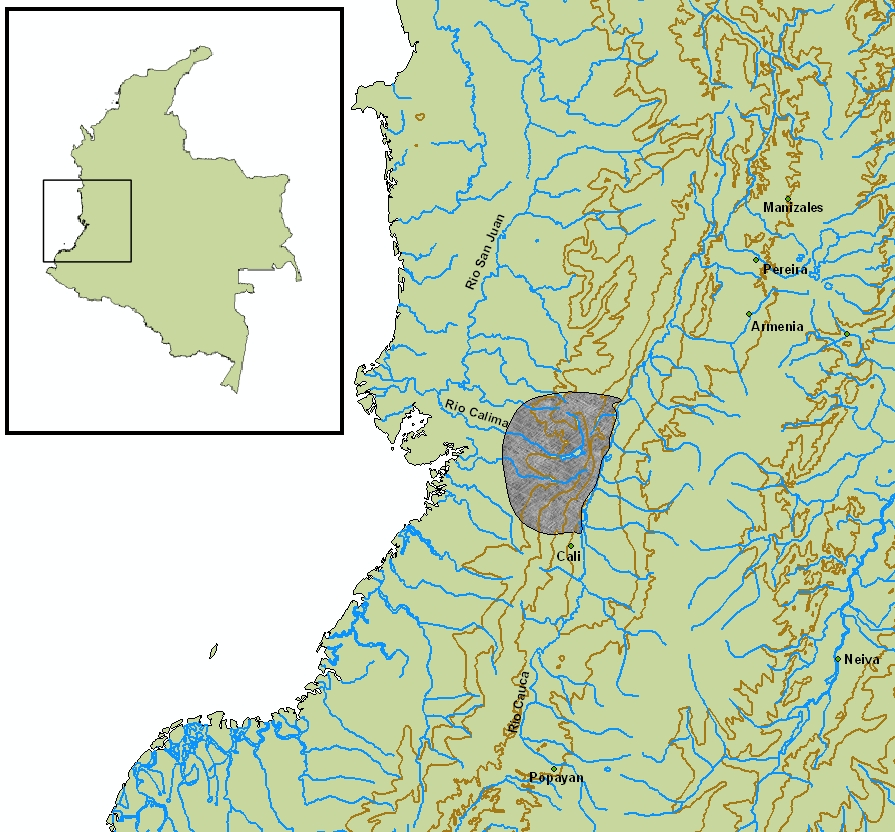
Ubicación geográfica Cultura Yotoco (0-1200)

Los análisis palinológicos realizados por expertos revelan que en el pleistoceno superior (hace 40.000 - 10.500 años), los valles del Dorado y del Calima Alto tenían una vegetación de bosque andino y subandino. El descubrimiento de puntas de proyectil indica la existencia de comunidades de cazadores-recolectores hacia finales del pleistoceno o principios del holoceno. Aunque estas puntas de proyectil no pueden datarse absolutamente, análisis comparativos establecen similitudes con las de la sierra norte ecuatoriana.

### Sociedades recolectoras-cazadoras (8.000-3.000a.C.)

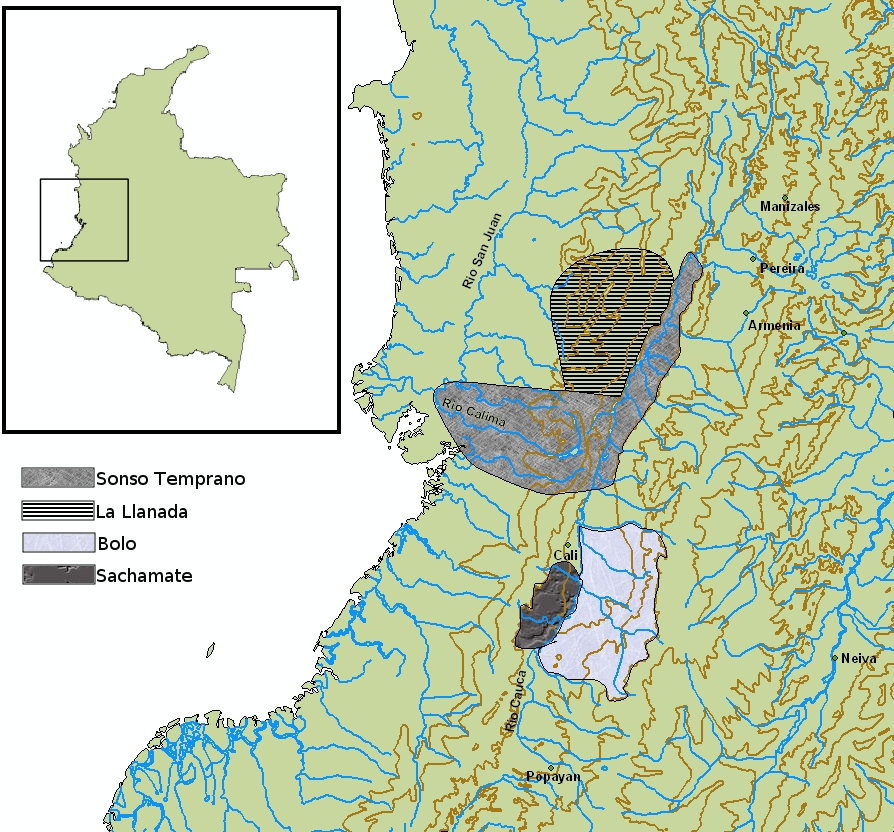
Ubicación geográfica periodo Tardío I (600-1300)

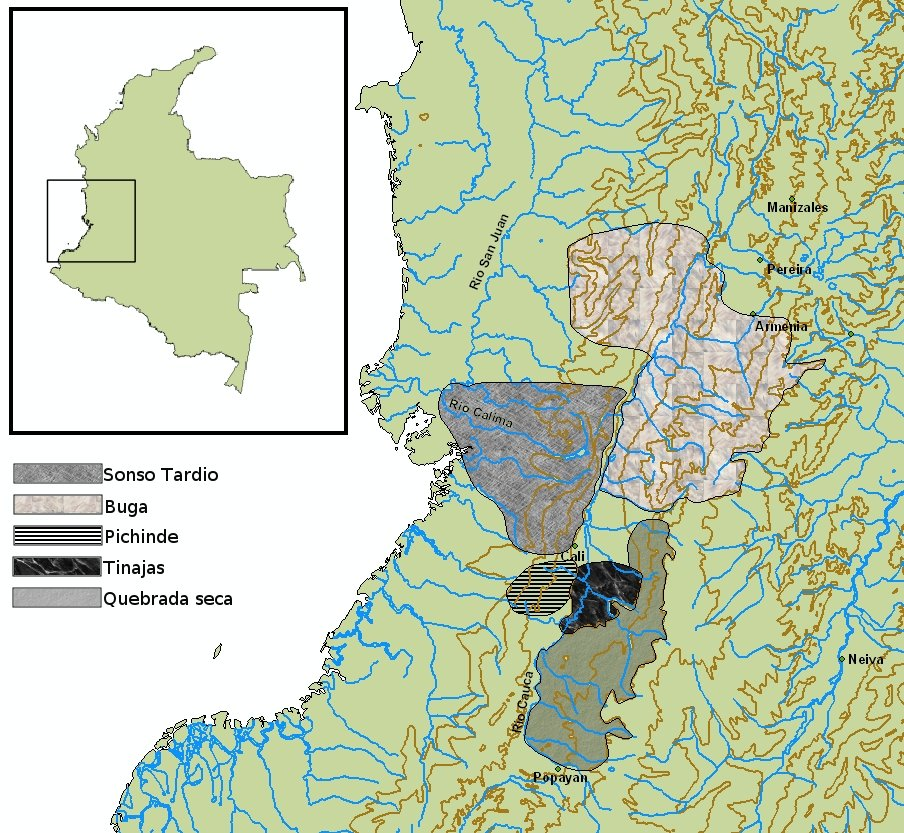
Ubicación geográfica periodo Tardío II (1400-1600)

La desaparición de la megafauna pleistocénica, hace que a principios del holoceno el hombre tenga que adaptarse a su entorno convirtiéndose en recolector-cazador. En el curso alto y medio del río Calima (Sauzalito, el Recreo y El Pital) se han encontrado las evidencias culturales más antiguas de recolectores-cazadores habitando el valle geográfico del río Cauca (datadas entre 7.720±150 y 7.650±110 a. C.). Se encontraron artefactos hechos de materia prima local entre los que se destacan: lascas, yunques y martillos, incluso instrumentos tipo hacha o azada. Instrumentos líticos similares se encontraron en El Recreo datados entre 6.800 y 5.800 a. C. De acuerdo a los arqueólogos, hacia el 5.000 a. C. estas sociedades ya poseen una agricultura primitiva y cultivan el maíz. 
Desafortunadamente no hay suficiente información sobre el periodo 3.000-1.500 a. C.

### Sociedades agroalfareras (1500a.C. - 600 d.C.)
Hacia el 1.500 a. C. aparece en el alto Calima la primera sociedad agroalfarera de la región vallecaucana, la cultura Ilama, que habitó a lo largo del río Calima, en la región donde hoy quedan las poblaciones de Darien y Restrepo. Su sociedad presentaba una organización en forma de Aldea Cacical, al igual que los posteriores habitantes del Valle del Cauca hasta la llegada de los españoles. La economía Ilama se basaba en una agricultura migratoria de maíz, yuca y frijol, la caza, la pesca, la alfarería, la textilería y la metalurgia. Los Ilama tenían cierto grado de estratificación social liderados por los caciques (uno por aldea), e incluyendo chamanes, guerreros, agricultores, cazadores, alfareros y orfebres entre otros.
Ya para el 100 los ilamas evolucionan hacia la cultura Yotoco, la cual expandió la antigua región Ilama hacia el río Cauca y hacia el pacífico, y hacia el sur llegando cerca de Cali. La cultura Yotoco prevaleció en la región hasta el 1200. Los Yotoco eran igualmente una sociedad altamente estratificada y encabezada por los caciques (que mandaban sobre varias aldeas). La población del Valle del Cauca creció, al igual que se dio un mayor desarrollo en la agricultura, la orfebrería y la alfarería. La agricultura Yotoco era más variada que la Ilama y se basó en el cultivo de maíz, yuca, fréjol, arracacha y achiote entre otros. La sociedad Yotoco empieza a declinar hacia el siglo VI d. C.

### Sociedades agroalfareras antes de la llegada de los españoles (600-1600)
Este periodo arqueológico es llamado Tardío y es dividido en Tardío I (siglos VI-XIII) y Tardío II (siglos XIV-XVI). En el Tardío I la región vallecaucana fue habitado por las culturas Sonso Temprano, Bolo, Sachamate y La Llanada; en el tardío II se encontraban en la región las culturas Sonso Tardío, Pichinde, Buga y Quebrada Seca. Debido en parte a la mayor densidad de población, se da un mayor desarrollo en todas las actividades de las sociedades indígenas. El Valle geográfico del río Cauca fue extensamente habitado por las sociedades tardías, las cuales aprovecharon la gran biodiversidad encontrada en las regiones del Valle, la cordillera y la Costa Pacífica. Se da en este periodo la transición hacia la unificación bajo el mando de un cacique principal.

## Historia

### Descubrimiento y conquista
Provenientes de Quito, las expediciones al mando de Sebastián de Belalcázar fueron los primeros conquistadores españoles que entraron al actual Valle del Cauca. La primera fundación española en el Valle del Cauca se da en el año de 1535 cuando Juan de Ampudia establece la Villa de Ampudia. Posteriormente, por orden de Belalcázar, esta villa fue trasladada al margen occidental del río Cauca en territorio de los indígenas Gorrones. Finalmente, el capitán Muñoz ordena un nuevo traslado al Valle de Lili donde el 25 de julio de 1536 se funda Santiago de Cali.
Proveniente de Cartagena de Indias, Juan de Vadillo comanda un segundo grupo de españoles que entra a Cali el 23 de diciembre de 1538. Vadillo regresa a Cartagena de Indias por diversas razones, y muchos de sus hombres se quedan en la ciudad de Cali, entre ellos Pedro Cieza de León.
Un tercer grupo español llega a mando del mariscal Jorge Robledo quien bajo órdenes de Lorenzo de Aldana continúa hacia el norte fundando Anserma (Ansermanuevo) (15 de agosto de 1539), Cartago (9 de agosto de 1540) y Antioquia (25 de noviembre de 1541). 
Al mando de Pascual de Andagoya, quien proviene de Panamá, el 10 de mayo de 1540 llega un cuarto grupo español a Cali.

### Independencia ysigloXIX

Ciudades Confederadas del Valle del Cauca en 1811.

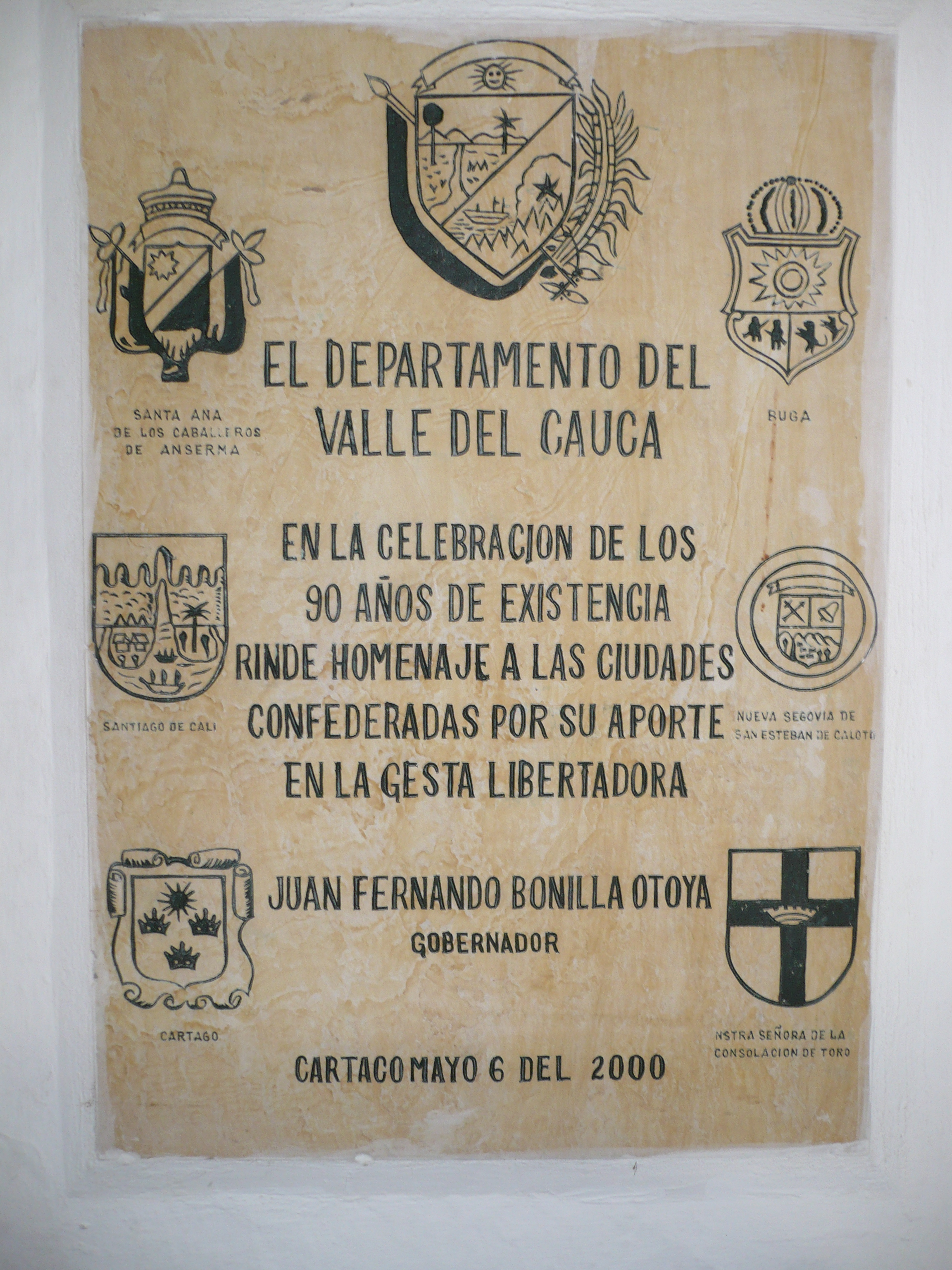
Placa homenaje a las Ciudades Confederadas en la Casa del Virrey en Cartago.

En la época de la colonia, en general, el área donde está ubicado el actual departamento del Valle del Cauca, perteneció a la Gobierno de Popayán, Gobernación de Quito y Provincia de Popayán.
Durante la independencia y Primera República, Provincias Unidas de la Nueva Granada de 1811 a 1816, esa área formó parte de las Ciudades Confederadas del Valle del Cauca.
De 1819 a 1831, durante el periodo de la Gran Colombia, formó parte del departamento del Cauca y a su vez de la subdivisión administrativa de la provincia de Popayán con capital en Popayán y con los cantones de Popayán, Almaguer, Caloto, Cali, Roldanillo, Buga, Palmira, Cartago, Tuluá, Toro y Supía. 
Durante la República de la Nueva Granada de 1831 a 1858, en términos generales su territorio formó parte de las provincias del Cauca y de Buenaventura. 
En 1858 se creó oficialmente el Estado Federal del Cauca, en él estaba incluido Caquetá, Chocó y Pasto. Durante la constitución de 1886 el Estado Federal del Cauca se convirtió en el departamento del Cauca.

### Creación del departamento

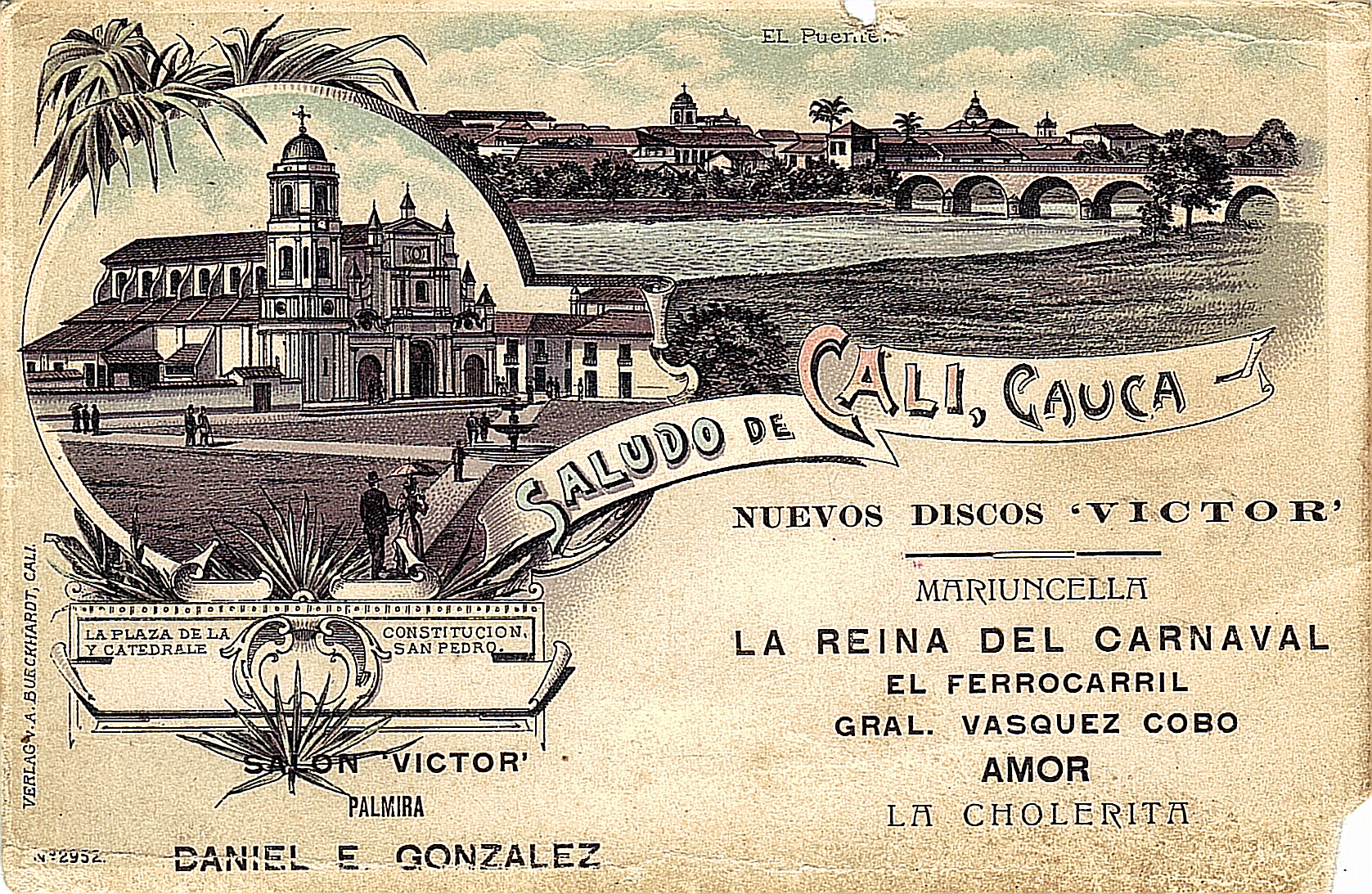
Postal de Cali, antes de la creación del departamento.

La creación del Valle del Cauca como departamento de Colombia se debe al ciudadano bugueño Ignacio Palau Valenzuela, escritor y periodista, nacido el 25 de marzo de 1850. Fue él en 1907 quién mediante cartas personales empezó a gestar y promover la creación del nuevo departamento, pero como este pertenecía al departamento del Cauca, que se extendía desde Popayán hasta Cartago, fue catalogado como perturbador del orden y antipatriota por el entonces dictador General Rafael Reyes, Presidente de la República.
Más tarde, por la Ley 1ª de 1908 (5 de agosto), se divide el territorio nacional en 34 departamentos, entre ellos los de Cali, de Buga y de Cartago, como tales. Por el Decreto 916 de 1908 (31 de agosto), se reglamenta La ley 1ª de 1908 y suprimen algunos departamentos, entre ellos el de Cartago; dicha ciudad y poblaciones aledañas pasan a formar parte del departamento de Buga.
Posteriormente se expide la Ley 65 del 14 de diciembre de 1909, que establecía que desde el 1º de abril de 1910, se restablecía la división territorial anterior. En virtud de esta ley el Valle volvía a pertenecer al departamento del Cauca, o Cauca Grande, y los vallecaucanos residentes en Bogotá iniciaron de inmediato gestiones para la creación del nuevo departamento.
Al comprobarse el número de habitantes del Valle del Cauca y que su sección territorial reunía los requisitos exigidos por la constitución del momento para ser departamento, en el decreto N° 340 de 16 de abril de 1910, se aprobó la creación del nuevo departamento, conformado por los departamentos de Cali y de Buga que existieron hasta el 1º de abril de 1910, para formar uno solo, con el nombre de Valle del Cauca y en el mismo decreto se eligió como capital a Cali.